# Tempelj v Luksorju
Luksorski tempelj je velik Staroegipčanski tempeljski kompleks na vzhodnem bregu reke Nil, v mestu danes znanem kot Luksor (starodavne Tebe) in je bil ustanovljen leta 1400 pred našim štetjem. Znan v egiptovskem jeziku kot ipet resyt ali "južno svetišče". V Luksorju obstaja šest velikih templjev, štirje na levem bregu so znani kot Goornah, Deir el-Bahari, Ramesseum in Medinet Habu in dva templja na desnem bregu znana kot Karnak in Luksor.
V rimski dobi je bil tempelj in njegova okolica legionarska utrdba in sedež rimske vlade na tem področju.
Gradnjo templja je začel kralj Amenhotep III., ki je bil na prestolu v času med 1390-1353 pr. n. št. Tempelj je bil posvečen glavnemu državnemu bogu Amon-Raju, njegovi ženi, boginji neba Mut in njunemu sinu, bogu meseca Khonsu. Tempelj je bil dokončan pod vladavino Tutankamona in Horemheba in razširjen pod Ramzesom II. Na Velikem stebru - obelisku, so izrezljani prizori iz Bitke pri Kadešu, ko je Ramzes s svojo vojsko porazil Hetite in njihove zaveznike. Obelisk je iz rdečega granita in stoji pred vhodom v tempelj. Steber ima svojega dvojčka v Parizu, na Place de la Concorde.

## Konstrukcija
Luksorski tempelj je bil zgrajen z peščenjaka iz območja Gebel el-Silsila, ki je v jugozahodnem Egiptu. Ta peščenjak se imenuje nubijski peščenjak in je bil uporabljen za gradnjo spomenikov v Zgornjem Egiptu, kot tudi za pretekla in sedanja restavratorska dela.
Kot pri vseh egiptovskih strukturah je bila običajna uporaba simbolike ali iluzionizma. Dva obeliska (manjši je bil bližje zahodu in je zdaj na Place de la Concorde v Parizu) in spremljajočimi na vhodu niso bili enako visoki, vendar so ustvarili iluzijo, da so bili. Z lego templjev in njihovo relativno razdaljo se zdi, da ustvarjajo videz enake velikosti. Simbolično je vizualni in prostorski učinek poudarjen z višino in oddaljenostjo od zidov, kar krepi obstoječe poti.

### Zgodovina gradnje
Iz recikliranih gradbenih materialov sklepajo, da je bilo svetišče zgrajeno že v 12. dinastiji. Pod faraonom Tutmozisom III. je bila zgrajena kapela ob prvem dvorišču.
Na domnevnem mestu svetišča iz 12. dinastije je Amenhotep III. skupaj z arhitektom Amenhotepom (sinom Hapuja) zgradil danes južni del templja s svetiščem, lopo in drugim dvoriščem. Tudi portik je bil začet pod njegovo vladavino. Pod Amenhotepom IV. je bil tempelj zaprt v imenu boga Amona in povrnjen in ponovno zgrajen v bližini Atonheiligtuma. Tutankamon je še naprej gradil stebriščno dvorano, ki jo je končal Horemheb.
Ramzes II. je dodal prvo dvorišče in velik pilon s kipi in obeliski. Nektaneb I. je oblikoval dvorišče pred pilonom.
Aleksander Veliki je obnovil svetišče. Namesto štirih stebrov, ki so podpirali streho, je bila zgrajena kapela. V rimskih časih je bil tempelj vključen v trdnjavo. V prvih stoletjih našega štetja so bile na tem mestu zgrajene štiri cerkve.

## Opis tempeljskega kompleksa

### Aleja sfing
Tempeljska pot se razteza ob Nilovi promenadi (Scharia el-Bahr el-Nil) in najprej doseže preddvorišče Nectaneba I. Od tod teče avenija v severovzhodni smeri, ki jo na vsaki strani obdajajo sfinge. V starih časih je avenija povezovala Luksorski tempelj z 2,5 kilometrov oddaljenim Karnakom. Leta 2004 je bil zgrajen velik del drevoreda nad sodobnim Luksorjem, medtem ko je bil projekt za dokončanje izkopavanj v polnem teku. Prvotno je Nectanebo I. med sfinge posadil drevesa in rože.

### Atrij Nectaneba I.
Malo se je ohranilo od stene, ki je obdajala preddvorišče. Omembe vredna je tudi Serapisova kapela v severnem delu dvorišča. Zgrajena je iz blatnih, posušenih opek.

### Kipi in obelisk Ramzesa II.
Na jugozahodu dvorišča stojita velika pilona. Pred tem sta v antiki tukaj stali dve sedeči figuri, štirje kipi in dva obeliska Ramzesa II. Od vsega obstajata samo dve sedeči figuri, stoječi kip in obelisk. Sultan Mohamed Ali je dal leta 1836 drugi obelisk kralju Ludviku-Filipu I. Francoskem. Ta tako imenovan Obelisk iz Luksorja je danes na Place de la Concorde v Parizu. V zameno je Mohamed Ali prejel stolp z uro za [[Mošeja Mohameda Alija, Kairo|Alabastrno mošejo v Kairu.

### Pilon
Pilon je narejen iz dveh debelih, visokih sten na obeh straneh vhoda, tako imenovanih stolpov. Na zunanji strani obeh stolpov so prizori iz bitke Ramzesa II. s Hetiti v globokem reliefu. Na desnem stolpu Ramzes II. med vojno juriša na Hetite iz egiptovskega tabora. Na levi sledi Ramzes II. bežečim Hetitom proti mestu Kadeš. V štirih režah so v pilonih nekoč stali štirje drogovi za zastave.

### Prvo dvorišče
Po prečkanju pilonov se vstopi na dvorišče Ramzesa II. Dvorišče je obdano z dvojnim stebriščem. Sestoji iz snopov papirusovih stebrov z zaprtimi kapiteli. V vzhodnem delu dvorišča je zgrajena mošeja Abu el-Haggag. Pod to, v nekdanji koptski cerkvi, je grob lokalnega svetnika v Luksorju, Abu el-Haggaga. Mošeja stoji približno pet metrov nad ravnijo templja, ki je bil v času njene gradnje uničen. V zahodnem delu je tako imenovana triladijska postaja - kapela kraljice Hačepsut. Tri sobe so namenjene bogovom Mut, Amon in Khonsu. Stene dvorišča so okrašene s prizori žrtvovanja in kolono sinov Ramzesa II.. V ozadju so kipi z imenom Ramzesa II., in deloma Amenhotepa III., ki so bili popravljeni le v imenu.

### Arkade
Preko dvorišča se doseže stebrišče (7 krat 2 stebra) s stebri v obliki papirusa z odprtimi kapiteli. Samo v notranjosti vhoda sta levo in desno faraonska kipa in bivalni prostor, ki predstavlja Amona in Mut. Čeprav nosijo ime Ramzesa II. in so slogovno dodeljeni 18. dinastiji, so delo zgodnejšega faraona. Stene dvorišča so okrašene s prizori iz festivala Opet.

### Drugo dvorišče
Na koncu arkad je dvorišče Amenhotepa III.. Ima na treh straneh dvojno vrsto stebrov v obliki papirusa, obdanih z zaprtimi kapiteli. Leta 1989 so v času obnovitvenih del v globini treh metrov našli nekaj kipov faraonov, bogov in sfing. Sedaj so razstavljeni v muzeju v Luksorju.

### Portik
Na jugu stoji stebrišče s 4 krat 8 enakimi stebri, enakimi kot v predhodnem dvorišču. V reliefih je Amenhotep III. pred bogovi iz Teb in njegovo kronanje. Levo in desno sta dve majhni kapeli, posvečeni boginji Mut in bogu Khonsu.

### Kraljevo svetišče in svetišče vseh svetih
Skozi vrata v sredini se pride v prostor, ki je bil obnovljen v rimskih časih . Levo in desno od apside sta korintska stebra. V apsidi je prehod, ki pelje v majhno lopo z 2-krat 2 stebroma. Zadaj je svetišče, ki je bilo namenjeno za barque Amon-Raja. Figure kažejo Aleksandra Velikega pred različnimi bogovi. V druge sobe se pride po sobi na vzhodu.

### Dvorana rojstev
Iz tega prostora se skozi severna vrata pride v tako imenovano sobo rojstva. Reliefi na zahodni steni prikazujejo genezo Amenhotepa III. - od spočetja Mutemwia od Amona, o nosečnosti do poroda. Nasproti je prikazano njegovo ustoličenje. Iz sobe, ki leži na jugu kapele je vredno omeniti izboljšan Amon-Re-Kamutef.

## Izkopavanja
Od srednjega veka dalje se je v Luksor in okoli templja naselila muslimanska populacija. Zaradi naraščanja prebivalstva se je Luksor širil okoli tempeljskega kompleksa. V stoletjih se je nabralo ruševin in naplavin za umetni hrib, visok skoraj petdeset metrov. Luksorski tempelj je začel izkopavati profesor Gaston Maspero po letu 1884, ko je dobil dovoljenje za začetek del. Izkopavanja so bila izvedena sporadično do leta 1960. Sčasoma se je nabralo ostankov za tri četrtine templja, ki je vseboval dvorišča in kolonade, ki so oblikovale jedro arabske polovice moderne vasi. Maspero je bil zainteresiran že prej, zato je prevzel mesto Mariette Pasha in dokončal dela leta 1881. Ne samo odpadke, ampak tudi vojašnice, skladišča, hiše, koče, golobnjake je bilo potrebno odstraniti, da bi izkopali mesto. Maspero je prejel od egiptovskega ministra za javna dela dovoljenja, potrebna za pridobitev sredstev, da bi se pogajal za nadomestilo za zemljišča potrebna za izvedbo del.

## Praznovanja
Ugotovljeno je bilo, da je imel Luksorski tempelj velik pomen pri praznovanju Opet. Posvečen je bil Tebanski triadi kulta kraljev Ka, Amona, Mut in Khonsa in je bil zgrajen v času Novega kraljestva za potrebe letnega Opet festivala, v katerem je kultni kip Amona paradiral do Nila iz bližnjega templja v Karnaku (ipet-isut), kjer je ostal nekaj časa s svojo soprogo Mut v praznovanju plodnosti. Kot večdnevna festivalska procesija je simboliziral cikel svete poroke, razmnoževanja kraljeve Ka, legitimnosti in kronanja kralja in pomlajevanja Amon-Raja z uveljavitvijo kulta boga.
Druge študije o templju, ki jih je izdelala ekipa Epigraphic Survey je predstavila popolnoma novo interpretacijo Luksorja in njegovega velikega letnega festivala (praznik Opet). Zaključili so, da je bil tempelj posvečen božanskemu egiptovskemu vladarju ali natančneje, kultu kraljevega Ka. Primere kulta kraljevega Ka je mogoče videti v kolosalnih sedečih pobožnih figurah Ramzesa II. pred pilonom in na vhodu v stebrišče, ki so jasno Ka-kipi, kipi kralja kot utelešenje kraljeve duše Ka.

## Svete postaje
Šest svetišč barque, ki so služila kot postaja za ladjo bogov v času festivalske procesije, so bilo zgrajenih na aveniji med Karnakom in Luksorskim templjem. Drevored, ki je šel v ravni liniji ob aveniji je bil obdan s sfingami s človeškimi glavami, ki so se menjale glede na trenutnega faraona. Ob aveniji so bile postaje zgrajene za slovesnosti kot je bil praznik Opet, ki je potekal med templjema. Vsaka postaja je imela posebno vlogo; na primer četrta postaja je bila postaja Kamare, kjer so ohladili veslo Amon-Raja. Peta postaja Kamare je prejela lepoto Amon-Raja. Končna šesta postaja Kamare je bilo svetišče za Amona, Svete stopnice.

## Zanimivost
V obdobju krščanstva v Egiptu, je dvorana s stebri služila kot krščanska cerkev. Vidne so tudi ostaline druge - koptske cerkve na zahodni strani templja.
Nekaj tisočletij je bil tempelj pokopan pod naplavinami reke Nil in ulicami in hišami mesta Luksor. Ko so prišli Arabci je bil tempeljski kompleks pod površjem, vidni so bili samo gornji deli stebrov; kaj je bilo pod površjem tedaj, v tistem obdobju ni bilo preveč zanimivo.
V templju je mošeja Abu'l Haggag, ki stoji na severovzhodnem robu dvorišča Ramzesa II. Danes so temelji mošeje dvignjeni nad površje.
Območje antičnih Teb je bilo vpisano v UNESCO-v seznam svetovne dediščine leta 1979.

## Galerija
- Tempelj iz vzhodne obale Nila
- Množica sfing ob cesti v bližini Karnaka
- Dobro ohranjena sfinga
- Obelisk iz rdečega granita
- Glavni koridor
- Islamska mošeja preko faraonskega templja
- Kolos sedečega Ramzesa II.
- Detajl istega kolosa
- Vzhodna stran peristilnega dvorišča Amenhotepa III.
- Rimski mural
- Centralni koridor in štirje kolosi ponoči
- Osvetljen granitni obelisk
- Severozahodni del
- Mošeja Abu el-Haggag v notranjosti templja
- Tempelj Luksor
- Ramzes II. pred templjem v Luksorju
- Območje Luksorja
- Skica Egipta